# حادثه ورزشگاه امام رضا
حادثه ورزشگاه امام رضا به حادثه‌ای اشاره دارد که در ۹ فروردین ۱۴۰۱ در جریان بازی تیم ملی فوتبال ایران با تیم ملی فوتبال لبنان در مقدماتی جام جهانی ۲۰۲۲ قطر در ورزشگاه امام رضا اتفاق افتاد. در حادثه شمار زیادی از زنان با وجود خرید بلیت، اجازه ورود به ورزشگاه را پیدا نکردند و همچنین پلیس ایران برای متفرق کردن زنان از اسپری فلفل استفاده کرد. تصاویر به‌کارگیری گاز فلفل توسط مأمورین، همچنین گریه کودکان وحشت‌زده، و حال نامساعد زنانی که نقش زمین شده بودند، واکنش گسترده ایرانیان را در پی داشت و شماری از ورزشکاران نام‌آور، شخصیت‌های سیاسی و فرهنگی و فعالان مدنی به شکل‌های مختلف برخورد خشونت‌آمیز با زنان در مشهد را محکوم کردند. این حادثه در حالی رخ داد که آذرماه ۱۴۰۰ فدراسیون فوتبال ایران با هماهنگی وزارت ورزش به فیفا تعهد داده بود که همه بازی‌ها از جمله تیم ملی، لیگ قهرمانان آسیا و لیگ برتر فوتبال ایران، با حضور تماشاگران زن، برگزار می‌شود.

## تاریخچه
فیفا سیزدهم اسفند ۱۴۰۰ با درخواست ایران برای میزبانی دیدار ایران مقابل لبنان در مشهد موافقت کرد. پنجم فروردین ۱۴۰۱، چهار روز مانده به مسابقه، مهدی سلاطین رئیس اداره ورزش و جوانان اعلام کرد بازی بدون تماشاگر برگزار می‌شود. روز بعد اما، احسان اصولی، عضو هیئت رئیسه فدراسیون و رئیس هیئت فوتبال خراسان رضوی، اعلام کردبا تصمیم ستاد ملی مبارزه با کرونا، مسابقه با حضور تماشاگر برگزار می‌شود. بیش از ۱۶ هزار تماشاگر در ورزشگاه امام رضا دیدار تیم‌های ملی ایران و لبنان را از نزدیک تماشا کردند. اما بیش از دو هزار تماشاگر زن با بلیت، پشت درهای بسته ماندند و اجازه حضور در ورزشگاه به آنها داده نشد.

## واکنش‌ها
سید ابراهیم رئیسی، رئیس‌جمهور ایران، وزیر کشور ایران را مأمور رسیدگی و تهیه گزارش از این حادثه کرد. همچنین محمدباقر قالیباف، رئیس مجلس شورای اسلامی، به کمیسیون امور داخلی مجلس مأموریت داده تا به رفتار دور از شأن در مواجهه با بانوان در بازی فوتبال ایران و لبنان رسیدگی کند. فدراسیون بین‌المللی فوتبال از فدراسیون فوتبال ایران درخواست کرد تا در این خصوص توضیحات و اطلاعات بیشتری ارائه دهد.
فائزه هاشمی فرزند اکبر هاشمی رفسنجانی رئیس‌جمهوری پیشین ایران، در مصاحبه با بخش خبری ۶۰ دقیقه بی‌بی‌سی فارسی مدعی شد احمد علم‌الهدی، نماینده رهبر ایران و امام جمعه مشهد، عامل اصلی جلوگیری از ورود زنان به ورزشگاه بوده‌است. علم‌الهدی مخالفت سرسخت حضور زنان در ورزشگاه‌ها است. محمدجعفر منتظری دادستان کل ایران سوء مدیریت را مقصر دانست. علی مطهری نمانیده پیشین مجلس ایران این اقدام را تقلیدی از طالبان نامید. امیر عابدینی، رئیس پیشین فدراسیون فوتبال ایران، جلوگیری از حضور زنان در ورزشگاه مشهد، را تبدیل ناهنجاری اجتماعی به ناهنجاری سیاسی توصیف کرد. احمد وحیدی، وزیر کشور علت حادثه ورزشگاه مشهد را هجوم علاقمندان خواند. محسن داوری، فرماندار مشهد، از شهروندانی که نتوانستند این مسابقه را از نزدیک تماشا کنند، عذرخواهی کرد.